# 西鉄黒崎バスセンター
西鉄黒崎バスセンター（にしてつくろさきバスセンター）は、福岡県北九州市八幡西区にあるバスターミナルである。西鉄バス北九州と北九州市交通局が乗り入れる。
本項では、黒崎駅（JR黒崎駅・筑豊電気鉄道黒崎駅前駅・西黒崎駅）周辺のバス停留所についても述べる。

## 概要
西鉄黒崎バスセンターは、元々は黒崎駅から国道3号を挟んで向かい側（南側）にあるビル（現在は改築され北九州市立黒崎駅前自転車駐車場となっている）の1階にあった。狭い場所でもあり、ロータリー形式であった。
1992年10月25日、路面電車の西鉄北九州線が黒崎駅前 - 折尾間に短縮されると、西鉄北九州線・筑豊電鉄との結節点として新たに西黒崎駅が設けられ、そこにバスターミナルが併設された。これに伴い黒崎駅周辺では停留所が乱立する状態となっていた。その後1999年12月に西鉄黒崎駅前電停がコムシティ再開発ビル1階に移転し、2000年の北九州線廃止を経て2002年3月に西鉄黒崎バスセンターが西鉄黒崎駅前駅隣に移転し、停留所が整理された。
西鉄バスのバスターミナルだが、市営バスの一部が黒崎エリアに乗り入れるバスも当バスセンターに停車する。
かつては当バスセンターから福岡市への昼行高速バスや、大阪・名古屋方面行きの夜行高速バスも発着していたが、いずれも路線が廃止されており、当バスセンターからの高速バスは発着していない。

## 構造・発着ホーム
9本のバスホームを持つ。筑豊電鉄黒崎駅前駅と平面接続しており、バスレーンはビル形状が横長であることからランスルー方式となっており、バス走行路を挟んで北側に西→東方向5本のホーム（0番-4番ホーム）、南側に東→西方向4本のホーム（5番-8番ホーム）が設けられている。
電停に隣接した北側には西鉄・筑豊電鉄共通の定期券発売所があり、西鉄のnimoca発売・チャージ・利用履歴照会に対応している。かつては市営バスの「ひまわりバスカード」の積み増し(チャージ)も窓口で受け付けていたが、2021年7月26日の完全利用終了をもって取り扱いを終了した。南側には案内所が設置されていたが2020年9月30日をもって閉鎖された。
2020年8月1日のダイヤ改正による連接バスの増便に伴い、1番乗り場前方（東側）に0番乗り場を新設。1番（西鉄北九州線代替路線）のうち特別快速が停車することになった。
0番乗り場
中央町・到津・小倉・砂津方面。1番のうち特別快速が停車。
1番乗り場
中央町・到津・小倉・砂津方面。文字通り、1番専用の乗り場である。0番乗り場設置以降は普通が停車。
2番乗り場
中央町・小倉方面。三萩野・小倉駅を経由する22番、駅北口の工場地帯へ向かう84番及び北九州空港エアポートバス、小倉競輪場送迎バスが停車。
3番乗り場
祇園町・小倉方面・八幡営業所送り便。上記以外の便が該当。2017年3月までは芦屋急行線の北九州市営バス運行路線もここに乗り入れていた。
4番乗り場
バス待機所扱いとなっており、のりばとしては使用されていない。
5番乗り場
黒崎終点便の降車専用、並びに若松競艇場・飯塚オートレース場送迎バスおよび本城陸上競技場行き臨時便専用。
6番乗り場
黒崎終点便の降車専用、並びにイベント臨時便（PayPayドーム・マリンメッセなど）専用。
7番乗り場
引野口・沖田・馬場山・香月・直方市方面。国道200号・211号ルートを通る路線が停車。
8番乗り場
皇后崎・永犬丸・中間市・折尾・学研都市・古開・二島駅方面。市営バスはここに停車する。

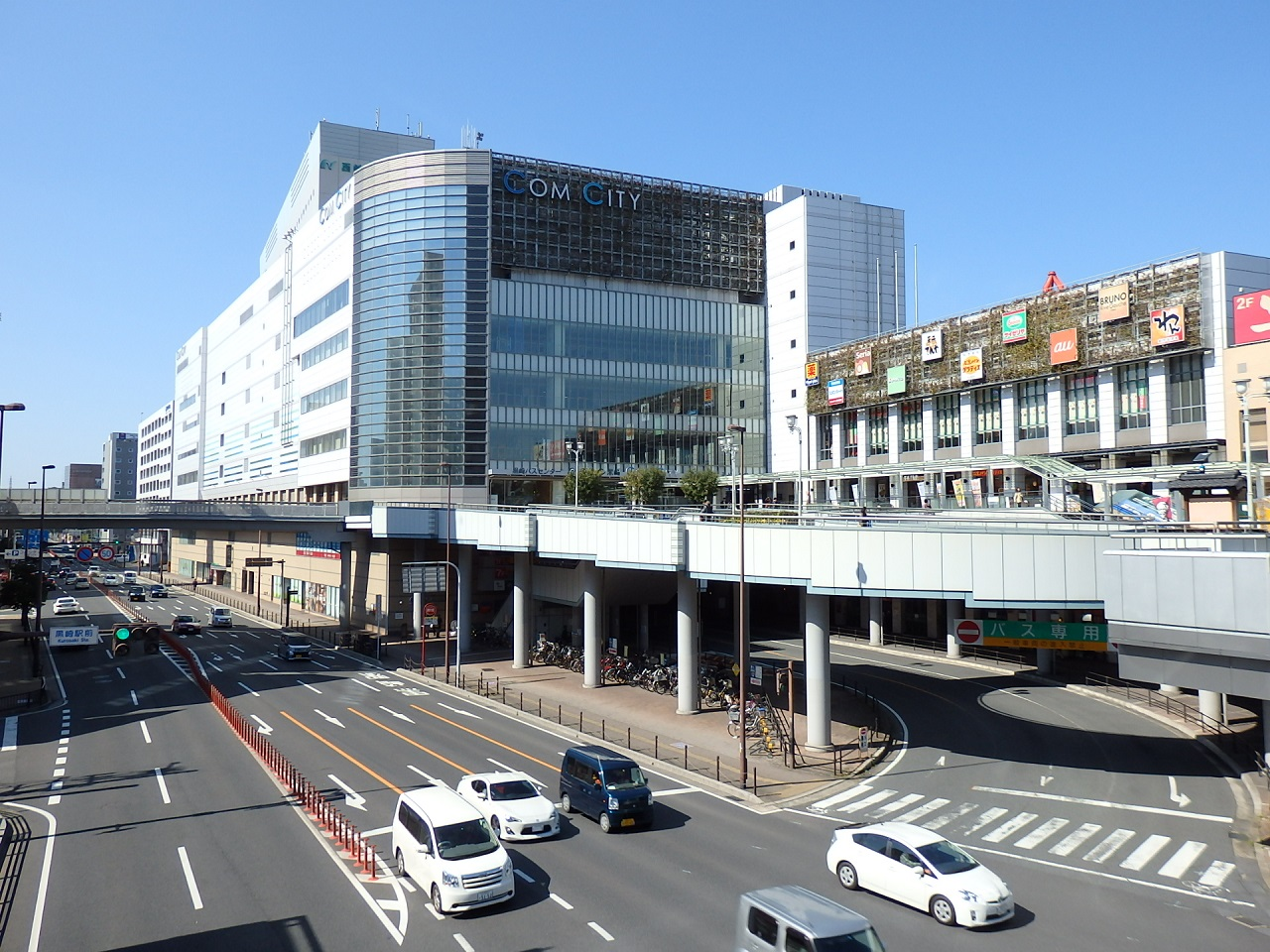
バスセンターが入居するコムシティ外観（2017年2月）
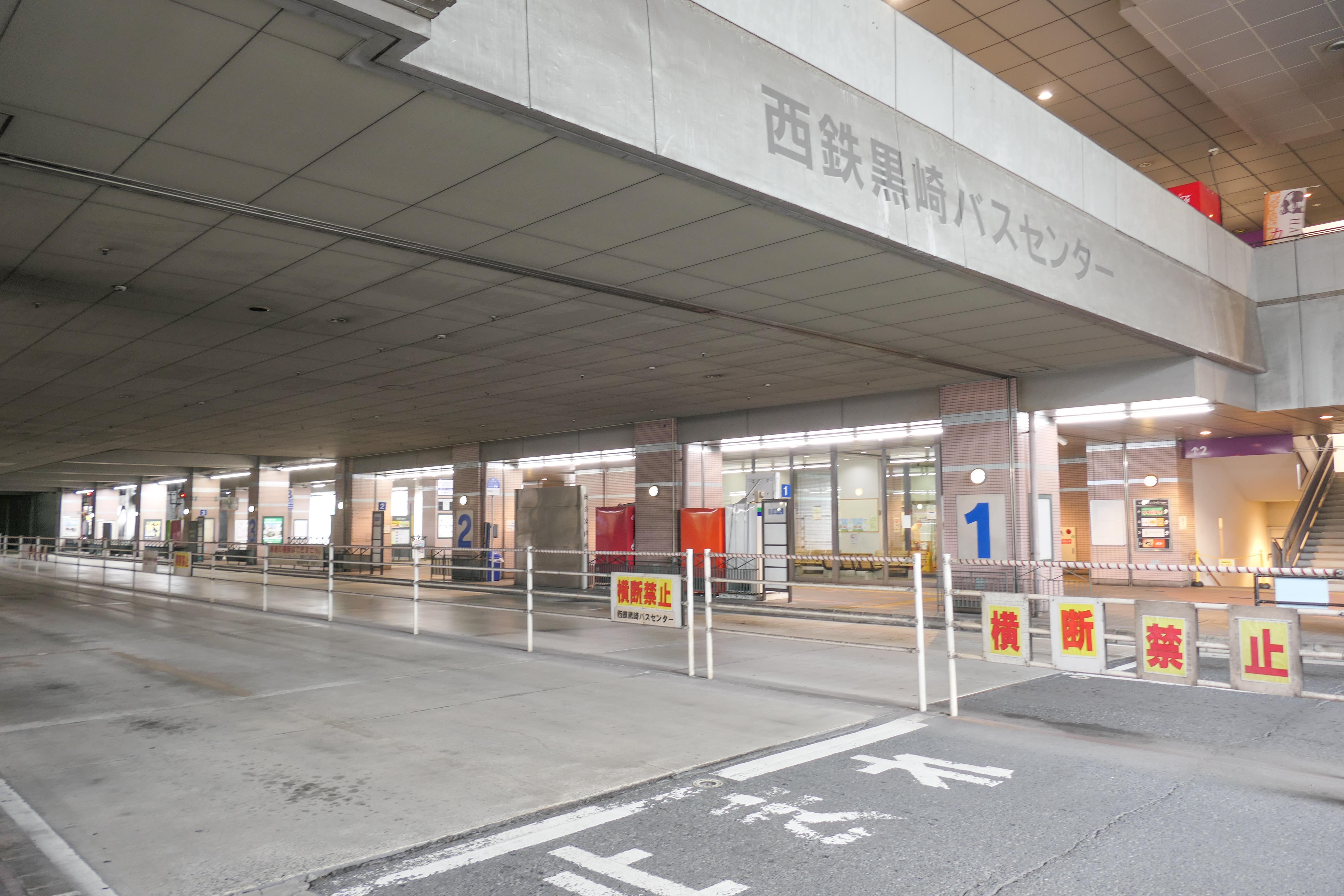
バスセンター構内（2021年12月）

## 黒崎駅周辺のバス乗り場
黒崎駅バスターミナル
バスセンターの東、駅のペデストリアンデッキ直下にある。主に市営バスのJCHO九州病院前行きや、区西部からここが終点となる一部の路線が乗り入れる。
名称は西鉄が「黒崎駅バスターミナル」、市営が「黒崎駅」。かつてはバスターミナルと反対車線側にも停留所が設けられており、ごく一部の系統がここを発着点としていた。
黒崎駅前（井筒屋前）
旧乗り場名は「黒崎駅そごう前」。国道3号沿いの路面停留所で、小倉方面乗り場は井筒屋黒崎店前にある。
中央二丁目経由の便が停車する。
黒崎駅前ふれあい通り
市営の旧名称は「第二黒崎駅前」。黒崎駅から南へ伸びる「ふれあい通り」上にある。
祇園町経由で戸畑・小倉方面へ向かう便、八幡区内のローカル線が停車する。
また香月担当の大平線、馬場山線などは黒崎地区を循環運転するため、北行停留所のみに停車する。
黒崎四丁目
旧乗り場名は「黒崎アネックス前」それ以前は「八幡→黒崎井筒屋前」。「ふれあい通り」上、旧井筒屋黒崎アネックス1前にある。
南へ通過する路線だけが停まり、北へ向かう側には停留所は休止された。
西黒崎バスターミナル（廃止）
路面電車北九州線の短縮によって西黒崎駅併設の形で設けられるが、バスセンター移転に併せ廃止。
現在は、バスセンターと一体となり、バスセンター（一部便はバスターミナル）が起終点となる蛎原車庫というバス車両の待機所となっている。
熊西局前
国道200号沿い、八幡熊西郵便局前にあるバス停。
西黒崎バスターミナル廃止後、西黒崎駅最寄りのバス停となっている。
黒崎駅北口
黒崎駅より南北自由通路を渡ってすぐの黒崎駅北口駅前広場にあるバス停。市営バスの路線のみ停車する。
2019年10月1日に黒崎駅北口駅前広場の供用が開始されることを受けて新設。これに伴い、黒崎駅終点及びバスセンター起点とする市営バスの路線（向田営業所・若松渡場→黒崎駅、バスセンター→若松渡場）はすべて黒崎駅北口が起終点へと変更された。
向田営業所からの路線は2020年3月28日に実施される市営バスダイヤ改正を以て廃止となり、改正後は若松渡場発着の路線のみとなる。
なお、北九州発着または北九州を経由する県外都市間高速バスの乗り場は北九州高速4号線黒崎インターのすぐ近くにある引野口バス停であり、当バスセンターならびに黒崎駅周辺の乗り場からいずれも3キロほど離れた場所にあるので、乗り換えが必要である。